# Список оригінальних фільмів розповсюджуваних Disney+
Disney+ — це американський інтернет-сервіс у форматі «відео за запитом» від Walt Disney Direct-to-Consumer & International, підрозділу The Walt Disney Company. Запуск сервісу в Сполучених Штатах відбувся 12 листопада 2019 року. Він фокусується на кіно та телевізійному контенті від Walt Disney Studios та Walt Disney Television. Сервіс має нові оригінальні фільми й телесеріали, включаючи контент від Disney, Pixar, Marvel, Lucasfilm, National Geographic та 20th Century Fox.

## Художні фільми
| Назва                                                       | Жанр                                       | Дата виходу       | Час                 |
| ----------------------------------------------------------- | ------------------------------------------ | ----------------- | ------------------- |
| Леді та Блудько                                             | Романтичний фільм                          | 19 листопада 2019 | 1 година 52 хвилин  |
| Ноель                                                       | Кінокомедія, фентезійний фільм             | 19 листопада 2019 | 1 година 46 хвилин  |
| Тоґо                                                        | Пригодницький фільм, драматичний фільм     | 20 грудня 2019    | 1 година 57 хвилин  |
| Тіммі Фейл: Допущені помилки                                | Кінокомедія                                | 7 лютого 2020     | 1 година 44 хвилин  |
| Старґерл                                                    | Романтичний фільм, музичний фільм          | 13 березня 2020   | 1 година 48 хвилин  |
| Чарівний табір                                              | Дитячий фільм, кінокомедія                 | 14 серпня 2020    | 1 година 43 хвилини |
| Фінеас і Ферб: Кендес проти Всесвіту                        | Анімація, дитячий фільм, кінокомедія       | 28 серпня 2020    | 1 година 30 хвилин  |
| Таємне товариство другонароджених членів королівської сім'ї | Супергеройський фільм                      | 25 вересня 2020   | 1 година 40 хвилин  |
| Хмари                                                       | Музичний фільм, кінокомедія                | 16 жовтня 2020    | 2 години 3 хвилини  |
| Чорна Красуня                                               | Драматичний фільм                          | 27 листопада 2020 | 1 година 52 хвилини |
| Хрещена фея                                                 | Комедійний фільм, фентезійний фільм        | 4 грудня 2020     | 1 година 55 хвилин  |
| Безпека                                                     | Спортивний фільм, драматичний фільм        | 11 грудня 2020    | 2 години 3 хвилини  |
| Душа                                                        | Анімація, комедія-драма                    | 25 грудня 2020    | 1 година 50 хвилин  |
| Флора і Улісс                                               | Сімейний фільм, кінокомедія                | 19 лютого 2021    | 1 година 36 хвилин  |
| Лука                                                        | Анімація, комедія, фентезійний фільм       | 18 червня 2021    | 1 година 41 хвилина |
| Щоденник слабака                                            | Анімація, комедія, дитячий фільм           | 3 грудня 2021     | 58 хвилин           |
| Льодовиковий період: Пригоди Бака                           | Анімація, комедія, пригодницький фільм     | 28 січня 2022     | 1 година 23 хвилини |
| Я — панда                                                   | Анімація, комедія, драматичний фільм       | 11 березня 2022   | 1 година 47 хвилин  |
| Гуртом дешевше                                              | Кінокомедія                                | 18 березня 2022   | 1 година 49 хвилин  |
| Нейт краще, ніж будь-коли                                   | Музичний фільм,комедійний фільм            | 1 квітня 2022     | 1 година 34 хвилини |
| Снікерелла                                                  | Музичний фільм, комедійний фільм           | 13 травня 2022    | 1 година 52 хвилини |
| Чіп і Дейл — бурундучки-рятівнички                          | Анімаційно-ігровий фільм, комедійний фільм | 20 травня 2022    | 1 година 38 хвилин  |
| Підніматися                                                 | Біографічний фільм, спортивний фільм       | 24 червня 2022    | 1 година 53 хвилини |
| Зомбі 3                                                     | Музичний фільм                             | 15 липня 2022     | 1 година 30 хвилин  |

### В очікуванні релізу
| Назва         | Жанр                                                  | Дата виходу       | Час         |
| ------------- | ----------------------------------------------------- | ----------------- | ----------- |
| Піноккіо      | Музичний фільм, фентезійний фільм                     | 8 вересня 2022    | немає даних |
| Фокус-покус 2 | Фільм жахів, комедійний фільм                         | 30 вересня 2022   | немає даних |
| Зачарована 2  | Пригодницький фільм, комедійний фільм, музичний фільм | 24 листопада 2022 | немає даних |

## Прем'єрні покази

### Онлайн прем'єра
Фільми які спочатку призначалися для театрального випуску, незважаючи на те, що прем'єра відбулася на сервісі без лейблу Disney+Original.
| Назва                       | Жанр                                          | Дата виходу    | Час                 |
| --------------------------- | --------------------------------------------- | -------------- | ------------------- |
| Артеміс Фаул                | Наукове фентезі, бойовик, пригодницький фільм | 12 червня 2020 | 1 година 40 хвилин  |
| Гамільтон                   | мюзикл, драма, біографія, історичний          | 3 червн 2020   | 2 години 40 хвилин  |
| Айван, єдиний і неповторний | Фентезійний фільм, драматичний фільм          | 21 серпня 2020 | 1 година 38 хвилин  |
| Тревор Музичний             | Музичний фільм                                | 24 червня 2022 | 1 година 53 хвилини |

### Прем'єр-доступ
Disney+ Premier Access – це стратегія випуску фільмів преміум-класу для глобального постачальника потокового медіа в Інтернеті на запит, яким володіє та керує Disney. Опція Premier Access була створена для того, щоб люди могли мати доступ до великих нових фільмів в районах із закритими кінотеатрами через пандемію COVID-19.
Першим фільмом, випущеним із Premier Access, став ігровий фільм «Мулан» 2020 року, і до таких фільмів можна отримати доступ за одноразовий платіж у розмірі 29,99 доларів США  (або приблизно еквівалент оплати у місцевій валюті). На відміну від інших преміальних випусків відео на запит, термін дії яких зазвичай закінчується протягом 48 годин після першого перегляду, фільми з прем'єр-доступом можна переглядати стільки разів, скільки необхідно, за умови, що покупець залишається підписаним на Disney+. Однак зрештою ці фільми стають доступними на Disney + без додаткової оплати, як правило, через 60-90 днів після випуску.
| Назва                  | Жанр                                                                      | Дата прем'єр-доступу | Стандартна дата виходу на Disney+ | Час                |
| ---------------------- | ------------------------------------------------------------------------- | -------------------- | --------------------------------- | ------------------ |
| Мулан                  | Фантастичний фільм, бойовик                                               | 4 вересня 2020       | 4 грудня 2020                     | 1 година 58 хвилин |
| Рая та останній дракон | Комп'ютерна анімація, пригодницький фільм, фентезійний фільм, кінокомедія | 5 березня 2021       | 4 червня 2021                     | 1 година 55 хвилин |
| Круелла                | Пригодницький фільм, комедійний фільм                                     | 28 травня 2021       | 27 серпня 2021                    | 2 години 17 хвилин |
| Чорна вдова            | Супергеройський екшн                                                      | 9 липня 2021         | 6 жовтня 2021                     | 2 години 15 хвилин |
| Круїз по джунглях      | Пригодницький фільм                                                       | 30 липня 2021        | 12 листопада 2021                 | 2 години 9 хвилин  |